# Mariacarla Boscono
Mariacarla Boscono (Roma, 20 settembre 1980) è una supermodella e attrice teatrale italiana.
Considerata con Bianca Balti e Eva Riccobono una delle più note top model italiane della sua generazione, Boscono ha ottenuto successo dalla fine degli anni 1990, divenendo il volto principale di numerose case di moda, tra cui Alberta Ferretti, Jean-Paul Gaultier, Givenchy, Bottega Veneta, Yves Saint Laurent e Roberto Cavalli.

## Biografia
Nasce a Roma da una famiglia piemontese attiva nel settore dell'imprenditoria e della moda, e trascorre l'infanzia tra gli Stati Uniti, il Kenya e l'Italia.
Intraprende la carriera nella moda a 16 anni quando un fotografo amico di famiglia la incoraggia a fare l'indossatrice.
Firma un contratto con l'agenzia di moda DNA Model Management di New York e a Milano per la Riccardo Gay grazie all'intuito del manager Piero Piazzi, che la scopre e la segue nella sua carriera sino ad oggi. È ora rappresentata da Women Management a Milano, a Parigi e a New York.

## Carriera
Nel 1996 esordisce a Milano sulle passerelle di Alberta Ferretti e Laura Biagiotti, a cui seguono Gai Mattiolo, Rocco Barocco, Fausto Sarli, Paul Smith, Issey Miyake, Vivienne Westwood, Guy Laroche. Oltre a Sarli e Karl Lagerfeld, considerati due tra i suoi primi sostenitori, giova al lancio della sua carriera un contratto pluriennale con la maison Comme des Garçons. Diventa rapidamente una delle top più contese degli anni 2000 e anno dopo anno è protagonista di numerose campagne pubblicitarie mondiali per stilisti e case di moda tra cui: Calvin Klein, Givenchy, Versace, Dolce & Gabbana, Etro, Gianfranco Ferré, Alberta Ferretti, Bulgari, Escada, Blumarine, Yves Saint Laurent, Roberto Cavalli, Alessandro Dell'Acqua, Donna Karan, Michael Kors, Armani Exchange e molte altre. Il 2002 è l'anno in cui fa il boom a livello internazionale, venendo fotografata in più di otto campagne pubblicitarie internazionali tra cui Chanel, Dior, Jean-Paul Gaultier, Moschino, Marc Jacobs e sfila per oltre settanta case di moda nella sola stagione Autunno/Inverno 2002/03.
Dal 1996 ad oggi la sua presenza sulle passerelle di New York, Londra, Milano e Parigi continua ad essere costante e sfila per tutte le più grandi case di moda al mondo, tra le quali: Gucci, Versace, Fendi, Yves Saint Laurent, Missoni, Louis Vuitton, Prada, Burberry, Balenciaga, Gianfranco Ferrè, Valentino, Giorgio Armani, Tommy Hilfiger, Céline, Lanvin, Oscar de la Renta, Kenzo, Ralph Lauren, Alexander McQueen, Paco Rabanne, Zac Posen, Marc Jacobs, Narciso Rodriguez, Roberto Cavalli, Dsquared², D&G, Emanuel Ungaro, Stella McCartney, Givenchy e moltissime altre. Appare inoltre numerose volte sulle copertine di riviste di moda come Vogue, i-D, W, Dazed, Elle, Glamour, Pop, Interview, Allure, Marie Claire, Numéro, L'Officiel, Harper's Bazaar, Flair, Vanity Fair e molte altre.
Dopo Carla Bruni negli anni novanta, Mariacarla, Eva Riccobono e Bianca Balti sono le tre supermodelle italiane degli anni duemila a essersi imposte nel panorama internazionale della moda. Infatti nel 2003 è la prima italiana, insieme con Eva Riccobono, a essere fotografata di nuovo nel Calendario Pirelli da Bruce Weber, dopo Monica Bellucci nel 1997. L'esperienza del calendario sarà ripetuta nel 2004 e nel 2009. Nel 2005 la rivista economica americana Forbes ha riportato che la Boscono ha guadagnato oltre 3.500.000 dollari nei 12 mesi precedenti e la inserisce nella classifica delle supermodelle più pagate al mondo. Nello stesso anno rimpiazza Kate Moss nella campagna pubblicitaria H&M by Stella McCartney e in quella del profumo "Opium" di Yves Saint Laurent in seguito allo scandalo cocaina che ha colpito la top model inglese in settembre.
Tra il 2008 e il 2009 è testimonial nelle campagne pubblicitarie di numerose case di moda: Hermès, John Galliano, Dolce & Gabbana, Moschino, Emilio Pucci, Gap, Givenchy e altre. La Boscono è musa ispiratrice di Givenchy da diversi anni in quanto molto amica di Riccardo Tisci, direttore creativo della maison francese. Sempre nello stesso anno diventa testimonial per la collezione autunno/inverno 2009 della campagna pubblicitaria di Salvatore Ferragamo insieme a Eva Herzigová e viene riconfermata anche per le campagne invernali di Dolce & Gabbana e Givenchy. Nel 2010 rinnova il contratto con la maison Givenchy e per la campagna pubblicitaria primavera/estate 2010 viene fotografata dai fotografi Inez & Vinoodh insieme all'amica modella Natal'ja Vodjanova. Nel febbraio dello stesso anno, nonostante abbia sfilato negli anni per tutti i più importanti stilisti al mondo, partecipa per la prima volta nella sua carriera alle sfilate milanesi di Prada e di Bottega Veneta (collezione autunno/inverno 2010/11), mentre a Parigi sfila per Louis Vuitton, Miu Miu, Givenchy e Yves Saint Laurent. Sempre nel 2010 il sito models.com la riporta in quarta posizione nella classifica delle 50 supermodelle attualmente più importanti al mondo.
Dal 2011 è il volto della collezione Prada P/E 2011 scattata da Steven Meisel.
Torna a essere il volto di Roberto Cavalli per la campagna pubblicitaria A/I 2011.12, fotografata insieme con le modelle Natasha Poly e Karen Elson, e a quella di Givenchy primavera/estate 2012 con Gisele Bündchen. Diventa inoltre testimonial del profumo "Dahlia Noir" di Givenchy. Il sito models.com la inserisce nella Icons List, la classifica delle venti supermodelle considerate icone nell'industria della moda. Nel 2013 appare nuovamente nella campagna Givenchy primavera/estate, in una posa con sua figlia Marialucas tra le braccia, e anche protagonista in quelle di Giorgio Armani, Alberta Ferretti e Dior autunno/inverno 2013-2014. Nell'ottobre 2015 appare sulla copertina di Vogue Brazil accanto alla modella Naomi Campbell e al direttore creativo di Givenchy Riccardo Tisci. Nel 2016 è testimonial di diverse campagne pubblicitarie come Sportmax, Dsquared2, Givenchy, Redken, Rag & Bone, Mugler e Coccinelle. Inoltre è, insieme con la modella Natalia Vodianova, testimonial della linea summer di Stella McCartney.
Dopo molti anni torna ad essere il volto della maison francese Chanel per la campagna pubblicitaria Autunno/inverno 2016/17 e per le sfilate.
Nel 2017 è protagonista di una video campagna di Vera Wang, It was Paris from the start, realizzata da Yvan Fabing in occasione dell'assegnazione della Legione d'onore alla stilista statunitense. Nello stesso anno diventa il volto di Ermanno Scervino fotografata da Peter Lindbergh e di Borghese Roma fotografata da Camilla Akrans.
Viene scelta come testimonial Bottega Veneta per la stagione autunno/Inverno 2017/18. La campagna, realizzata dall'artista e fotografo Todd Hido, include anche Eva Herzigová tra le protagoniste. Inoltre Boscono è interprete anche della campagna invernale di Oscar de la Renta realizzata dal fotografo inglese Tim Walker.
Nel 2018 è di nuovo scelta come volto di Oscar de la Renta per la campagna Primavera/Estate sempre realizzata da Tim Walker e diventa anche volto di Equipment Francia curando lei stessa la direzione artistica del progetto.

### Teatro
Nel maggio del 2006 recita a New York il ruolo di Solange nella produzione teatrale Le serve di Jean Genet insieme con l'amica Margherita Missoni.
Nel gennaio 2010 recita insieme con la compagnia Klesidra in Donne per Shakespeare. Lo spettacolo, diretto dalla regista Imogen Kusch, è andato in scena al Nuovo Teatro Colosseo di Roma e si basava sulla presentazione di uno studio su King Cymbeline.
Nel febbraio 2011 partecipa alla seconda tappa delle trilogia Donne per Shakespeare, nuovamente con la compagnia Klesidra al Nuovo Teatro Colosseo. Lo spettacolo messo in scena è questa volta Il racconto d'inverno, la tragicommedia di William Shakespeare, diretto dalla regista Imogen Kusch.

## Vita privata
Nell’agosto 2012 annuncia la nascita della sua prima figlia, Marialucas Patti, avuta dalla relazione con Andrea Patti.
Dal 2019 al 2020 ha avuto una relazione con il rapper italo-tunisino Ghali, che le ha dedicato la canzone Barcellona.
Nell’ottobre 2023 annuncia il suo fidanzamento con l'atleta Claudio Stecchi, che ha sposato il 5 ottobre 2024 a Bagheria.

## Agenzie
- Women Model Management

## Campagne pubblicitarie
- Agnona (2019)
- Alberta Ferretti for Macy's P/E (2012)
- Alberta Ferretti P/E (2004;2014) A/I (2013-2014)
- Alessandro Dell'Acqua P/E (2004) P/E (2005)
- Alessandro Dell'Acqua "Woman in Rose" fragranza (2004-2005)
- Akris A/I (2003)
- Americana Manhasset A/I (2005)
- Ann Taylor P/E (2017)
- Anna Molinari P/E (2005)
- Antogiulio Grande
- Armani Exchange A/I (2001)
- Balmain P/E (2022)
- Barneys New York P/E (2003)
- BLK DNM (2015)
- Blumarine P/E (2006)
- Barneys P/E (2003)
- Bergdorf Goodman A/I (2011)
- Borghese Roma (Beauty) P/E (2017)
- Bottega Veneta A/I (2017;2013)
- Bulgari A/I (2000)
- Burberry Pre-Fall (2019)
- Calvin Klein Jeans (A/I 2001)
- Cartier P/E (2018) P/E (2020)
- Chanel P/E (2003) A/I (2016)
- Chanel Accessories P/E (2002)
- Chanel Eyewear P/E (2002)
- Chanel Sport P/E (2002)
- Chanel Swimwear P/E (2002)
- Chanel Haute Couture A/I (2001)
- Dior P/E (2002) A/I (2013)
- Coccinelle P/E (2016) A/I (2016)
- Coccapani P/E (2003) A/I (2003)
- Diesel (2000)
- Dsquared² P/E (2016) A/I (2019)
- Dolce&Gabbana Pre-Autunno/Inverno (2007) P/E (2009) A/I (2009)
- DKNY A/I (2002)
- Escada P/E (2004)
- Escada Sport A/I (2004)
- Etro P/E (2006)
- Emanuel Ungaro A/I (2002)
- Emilio Pucci A/I (2008)
- Equipment P/E (2018)
- Ermanno Scervino A/I (2017)
- Ferrari Style P/E (2022)
- Francesco Scognamiglio Couture A/I (1997)
- Francois Nars (2011-2016)
- GFF A/I (2003)
- Gianfranco Ferré A/I (2003)
- Giorgio Armani A/I (2013)
- Givenchy AI/ (2005) P/E (2006) A/I (2006) P/E (2008) A/I (2008) P/E (2009) A/I (2009) P/E (2010) A/I (2010) P/E (2011) A/I (2011) P/E (2012) P/E (2013) A/I (2014) A/I (2015) P/E (2016) A/I (2016) P/E (2017)
- Givenchy Beauty (2013-2016)
- Givenchy "Dahlia Noir" Fragranza (2011-2013; 2016)
- H&M by Stella McCartney (2005)
- H&M Holiday (2010; 2017)
- H&M (2014)
- Hermès A/I (2008), catalogo (2013)
- Holt Renfrew A/I (2018)
- Jean Louis David A/I (2000)
- Jean-Paul Gaultier A/I (2002) P/E (2003)
- Jean-Paul Gaultier "Classique" Fragranza (2006-2009)
- John Galliano A/I (2008)
- Just Cavalli P/E (2001)
- Karl Lagerfeld A/I (2002) P/E (2005) P/E (2020)
- Lancetti
- Lanvin A/I (2010)
- La Perla A/I (2014) P/E (2016)
- La Redoute P/E (2005)
- Loewe P/E (2011) A/I (2011)
- Marc by Marc Jacobs P/E (2002)
- Marina Spadafora A/I (1998)
- Max Mara Teddy Bear Coat (2023)
- Michael Kors A/I (2002) P/E (2003) A/I (2003)
- Michael Kors fragranza (2003-2004)
- Mine A/I (2001) A/I (2003) P/E (2006)
- Missoni P/E (2012)
- Moschino A/I (2002) A/I (2008)
- Moschino "Glamour" fragranza (2008-2009)
- MSGM P/E (2019)
- Naf Naf P/E (2003) A/I (2003)
- Nars Cosmetics (2011-2016)
- Off White P/E (2020)
- Oliver by Valentino eyewear P/E (2003)
- Oscar de la Renta A/I (2017) P/E (2018)
- Paul & Joe A/I (2001)
- Prada P/E (2011)
- Proenza Schouler P/E (2018)
- Rag & Bone A/I (2016)
- Redken (2016)
- Roberto Cavalli P/E (2001) A/I (2005;2011;2023)
- Roberto Cavalli Casa P/E (2001)
- Saks Fifth Avenue P/E (2005)
- Salvatore Ferragamo A/I (2009 e 2014)
- Sportmax P/E (2016) A/I (2016)
- Stella McCartney P/E (2016)
- Sybilla P/E (2002)
- Thierry Mugler A/I (2016)
- Tom Ford A/I (2019)
- Tom Ford Eyewear A/I (2019)
- U2 A/I (2002)
- Valentino "Roma" A/I (2002) P/E (2019)
- Valentino Resort (2019)
- Vera Wang "It was Paris from the start" Pre-Fall (2017), A/I (2017), Bridal (P/E 2018)
- Vera Wang "Simply Vera" fragranza (2007)
- Versace A/I (2004)
- Versus A/I (2002)
- Vivayou A/I (2002)
- Yazou P/E (2001)
- Yigal Azrouel P/E (2002)
- Yves Saint Laurent P/E (2012)
- Yves Saint Laurent "Opium" fragranza (2005-2006)